# Пор-Салю
Пор-Салю (фр. Port Salut — Врата Спасения) — французский неварёно-прессованный сыр из коровьего молока, родиной которого считается область Бретань.

## История
Изначально сыр начали изготавливать в Вестфалии. Во время первых лет правления Наполеона Бонапарта в Вестфалии укрывались в эмиграции монахи-трапписты из аббатства Нотр-Дам-дю-Пор-дю-Салю (коммуна Антрамм), чтобы избежать преследований во время Французской революции 1789 года. В Вестфалии монахи изучали сыроделие для выживания. В 1802 году объявили всеобщую амнистию, и в 1815 году монахи вернулись во Францию и привезли с собой рецепт Пор-Салю. Усовершенствовав вестфальский рецепт, монахи организовали производство сыра в аббатстве в Майенне (долина Луары).
В 1873 году глава аббатства передал одному из парижских поставщиков сыров исключительные права на продажу этого сыра. Незадолго до Второй мировой войны усовершенствованный рецепт был продан крупному фермерскому кооперативу, а в 1959 году аббатство продало права на производство этого сыра крупной сыроварне.
Сейчас сыр в промышленных масштабах производят в деревне Антрамм на северо-западе Франции (департамент Майенн).
Пор-Салю и сегодня производится вручную на территории некоторых монастырей. Такой сыр легко отличить от произведённого массовым способом.

## Изготовление
Сыр производится из пастеризованного коровьего молока. Калье разрезают на небольшие кубики и помещают в форму. После того как стечёт сыворотка, сформированные сыры вынимают и помещают в рассол. В течение нескольких недель сыры вызревают в погребах; за это время формируется корочка из Brevibacterium linens.
Выдержка — один месяц.

## Описание
Сыр имеет круглую форму. Диаметр головки сыра составляет примерно 20—23 см, высота — 4 см, вес — около 2 кг.
Сырное тесто упругое, полутвёрдое, прессованное без нагрева, кремового цвета. Консистенция мягкая, сыр покрыт влажной оранжевой корочкой (корка мытая, подкрашенная бета-каротином).
Имеет мягкий, нежный, слегка кисловатый сливочный вкус и лёгкий фруктовый аромат.
Содержание соли около 2 %.